# Evolución Política
Evolución Política, cuyos acrónimos son Evópoli y EVO, es un partido político chileno fundado como movimiento político en 2012, y constituido como partido a inicios del 2016. De inspiración liberal clásica, se encarga de agrupar a ciudadanos pertenecientes a diversas corrientes ideológicas, principalmente vinculadas a la centroderecha. Asimismo, desde el punto de vista programático, han impulsado una agenda liberal dentro de la derecha chilena, promoviendo el matrimonio igualitario, la ley de identidad de género, impuestos a quienes más contaminan, entre otras legislaciones.
Uno de sus fundadores es el actual senador por la región de La Araucanía Felipe Kast. También forman parte del mismo el senador Luciano Cruz-Coke, el exministro de Educación Harald Beyer, el exministro de Relaciones Exteriores Roberto Ampuero y la exministra de Transportes y Telecomunicaciones Gloria Hutt, cuatro de ellos, fueron ministros del primer gobierno de Sebastián Piñera.
Junto a Renovación Nacional (RN), la Unión Demócrata Independiente (UDI) y, hasta el 2022, el Partido Regionalista Independiente Demócrata (PRI), es miembro de Chile Vamos, coalición de Centroderecha opositora al segundo gobierno de la presidenta Michelle Bachelet (2014-2018). Posteriormente, formaron parte de la segunda administración del presidente Sebastián Piñera (2018-2022), y, tras finalizar este, volvió a la oposición frente al actual gobierno de Gabriel Boric.

## Historia

### Orígenes

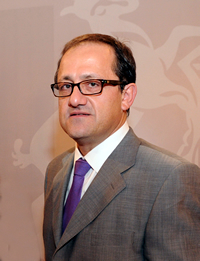
Harald Beyer, ideólogo principal del partido y exministro de Piñera.

Fue formado por sectores de derecha liberal, muchos de los cuales colaboraron en el primer gobierno de Sebastián Piñera (2010-2014), quienes vieron la necesidad de formar un movimiento político alternativo a Renovación Nacional y la Unión Demócrata Independiente (UDI), los dos partidos históricos del sector desde la década de 1980.
Durante el primer mandato de Piñera, el entonces ministro de Educación, Harald Beyer, publicó un documento titulado Una nueva propuesta. La Evolución Política. Para un Chile más libertario, inclusivo y justo, en el cual «se trazan los principales lineamientos de un proyecto político que pretende influir en el desarrollo del país convocando a un importante sector de chilenos independientes pero afines a las ideas de la libertad y justicia». Este texto se transformó en el fundamento ideológico del naciente movimiento.

### Fundación
Dentro de ese contexto, Evópoli fue fundado oficialmente por Felipe Kast, Luciano Cruz-Coke, Harald Beyer, Juan Sebastián Montes y Jorge Saint Jean el 12 de diciembre de 2012.

#### Primeras elecciones; consejeros regionales y parlamentarias
Evópoli acordó participar en las elecciones primarias de Renovación Nacional de 2013. De los tres candidatos presentados a las primarias, Eduardo Cuevas resultó ganador en el distrito 19 (Independencia y Recoleta). Así, el partido participó en las elecciones parlamentarias con cinco candidatos a diputado, incluidos Cuevas (distrito 19) y Felipe Kast (distrito 22). Sin embargo, la candidatura senatorial de Luciano Cruz Coke por la Región de Antofagasta no pudo concretarse, ya que el Partido Socialista (PS) impugnó ante el Tribunal Calificador de Elecciones (Tricel) su candidatura, al considerar que le era aplicable la restricción impuesta a los ministros de Estado, que deben renunciar un año antes de ser candidatos parlamentarios. El 12 de septiembre el Tricel dejó sin efecto la candidatura de Cruz-Coke.

#### Elección presidencial de 2013
Para la elección presidencial de ese año, Evópoli apoyó a la candidata de la Alianza Evelyn Matthei, y Kast integró su comando en la segunda vuelta. En las elecciones parlamentarias de 2013, Felipe Kast fue elegido como diputado por el distrito 22 (Santiago). El 18 de diciembre de ese año, se sumaron 150 consejeros a sus filas, incluyendo a los ministros Pedro Pablo Errázuriz y Roberto Ampuero.

#### Constitución oficial
El 12 de abril de 2014 el Consejo General de Evópoli anunció la decisión de convertirse en partido político. En la misma ocasión fue elegida María Francisca Correa como presidenta; Luciano Cruz-Coke, Pedro Pablo Errázuriz, Francisco Irarrázaval, María Cecilia Vasallo y Andrés Molina fueron elegidos vicepresidentes, y Jorge Saint Jean fue designado como secretario general. El acta fundacional del partido fue firmada el 21 de marzo de 2015, con lo que se inició el proceso para quedar inscrito ante el Servicio Electoral de Chile.
Posteriormente, el 24 de julio de 2015, fue publicado en el Diario Oficial el extracto de constitución respectivo, con lo que Evópoli quedó en la categoría de «partido en formación», etapa en la que debe conseguir las firmas notariales necesarias que indica la ley para quedar formalmente inscrito como Partido Político según la legislación chilena, por cada región del país. El 1 de abril de 2016 fue aceptada su solicitud de inscripción, por lo que quedó constituido legalmente, para participar en las elecciones municipales de 2016.

### Elecciones de 2017

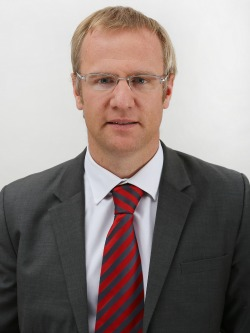
Felipe Kast fue proclamado como candidato del partido, para las elecciones primarias presidenciales de Chile Vamos, julio de 2017.

El 6 de noviembre de 2016, el Consejo General de Evópoli proclamó a Felipe Kast como candidato del partido para las primarias presidenciales de Chile Vamos programadas para 2017. Al mismo tiempo, Kast dejó la presidencia del partido, asumiendo en su reemplazo el secretario general, Jorge Saint Jean. En dichas elecciones primarias —realizadas el 2 de julio— Kast obtuvo un 15,40 % de los votos válidamente emitidos, quedando en tercer lugar tras Manuel José Ossandón (RN) y Sebastián Piñera (ind.).
En julio de 2017, Jorge Saint Jean renunció a la presidencia del partido aduciendo razones personales y laborales, asumiendo en su reemplazo de manera subrogante el secretario general Francisco Undurraga, quién poco después sería ratificado en el cargo. En tanto, Andrés Molina asumió la secretaría general y se sumaron como vicepresidentas Lorena Recabarren y Luz Poblete.
En la segunda vuelta electoral de la elección presidencial de diciembre de ese año, el partido apoyó al independiente Sebastián Piñera, quien resultó elegido como presidente de Chile con el 57 % de los votos totales. Mientras que en las elecciones de consejeros regionales y de parlamentarias de noviembre de 2017, Evópoli logró elegir 2 senadores, 6 diputados y 5 consejeros regionales.
Por otra parte en cuanto a la dirección del partido, el 5 de mayo de 2018, se realizaron elecciones internas para constituir directiva, directivas regionales y elegir a los consejeros nacionales. La directiva central quedó compuesta por el abogado Hernán Larraín Matte como presidente y Luz Poblete como secretaria general. En tanto, como vicepresidentes fueron electos Luciano Cruz-Coke, Francisco Undurraga, Andrés Molina y Felipe Kast.

### Crisis y elecciones internas
El 15 de noviembre de 2019, en medio de los efectos de las masivas protestas ocurridas en octubre de ese mismo año, fue uno de los firmantes del «Acuerdo por la Paz Social y Nueva Constitución», que abrió el proceso para la elaboración de una nueva Constitución Política, respaldando un plebiscito nacional fijado para el 25 de octubre de 2020.
Siguiendo lo anterior, el 25 de enero de 2020, el Consejo General extraordinario del partido, en que participaron los Consejeros Generales de 16 regiones del país, fijó su postura institucional sobre el plebiscito nacional del 25 de octubre del mismo año, optando por la opción «Apruebo» a la pregunta: «¿Quiere usted una Nueva Constitución?», y Convención Mixta, a la pregunta: «¿Qué tipo de órgano debiera redactar la Nueva Constitución?». Sin embargo, la misma instancia decidió dar libertad de acción a sus militantes sobre el referéndum, respetando la diversidad del partido.
El 19 de julio de 2020, a menos de un mes de las elecciones internas para elegir presidente del partido, Hernán Larraín Matte renunció en medio de una crisis que sumergía a la entonces coalición oficialista Chile Vamos. También, la renuncia se dio en torno a una crisis ideológica del partido, en cuánto a las posturas que se tuvieron por el plebiscito nacional de octubre. Para su reemplazo, asumió el diputado Andrés Molina como presidente hasta que se realicen las elecciones internas del partido el 15 de agosto de este año. El gesto se ganó las críticas de los otros partidos de Chile Vamos, como Renovación Nacional y la Unión Demócrata Independiente.
El 16 de agosto de 2021, se realizaron las elecciones internas para elegir la nueva directiva nacional y de la Juventud, regional, consejeros regionales. Para la directiva nacional participaron tres listas: «Jugados por tus ideas, Jugados por ti»; «Nosotros somos Evópoli»; y «Sigamos evolucionando» (lista integrada solo por mujeres).
La lista de Andrés Molina «Jugados por tus ideas», se impuso en las elecciones por un 65 %, siendo ratificado como presidente titular de la colectividad. Asimismo, el resto de la directiva central, quedó compuesta por: Luz Poblete como secretaria general y como vicepresidentes fueron electos Francisco Undurraga, Alejandra Harrison, Pablo Kast e Ítalo Zunino Besnier. Como presidenta de la Juventud, fue electa María Ignacia Galilea. Dichas elecciones contaron con el 13,4 % del padrón electoral.
El 31 de octubre de 2020, una facción de Evópoli, en particular los parlamentarios de la Región de la Araucanía, decidieron congelar las relaciones con el gobierno tras la muerte de un carabinero en el conflicto que vive la región. El gesto del partido fue criticado por la UDI.

### Elecciones de 2021

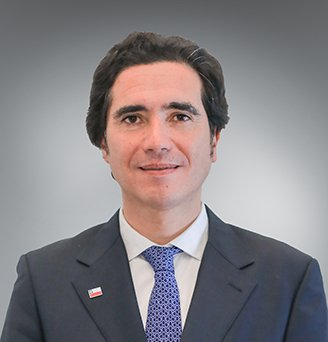
Ignacio Briones fue el candidato oficial del partido para las elecciones primarias presidenciales de julio de 2021.

Con vistas a la elección presidencial de 2021, Evópoli inicialmente evaluó la candidatura a la presidencia del senador Felipe Kast para las elecciones primarias de Chile Vamos de julio de ese año, quien ya había sido el precandidato del partido en 2017. En enero de 2021, sin embargo, Kast anunció que no participaría —(como invitado) en dichas primarias— e indicó que un posible candidato podía ser Ignacio Briones, aún en el cargo de ministro de Hacienda. Briones presentó su renuncia como ministro el 26 de enero y fue proclamado como candidato del partido el sábado 30 de enero.
En dichas elecciones primarias, Briones resultó en el tercer lugar, con un 9,82 % de los votos del subpacto, resultando ganador y candidato del sector, el independiente Sebastián Sichel. Tras la posterior derrota de Sichel en primera vuelta (de la elección de noviembre), Evópoli decidió apoyar al candidato del Partido Republicano de extrema derecha, José Antonio Kast, en su segunda vuelta electoral de diciembre de 2021, apoyo no exento de polémicas, toda vez que acarreó críticas por parte de miembros del mismo partido; provocando además la salida de militantes de la tienda.
Mientras que en las elecciones parlamentarias, obtuvieron 3 senadores y 4 diputados, quedando fuera del Congreso el presidente del partido Andrés Molina. Dirigentes del partido atribuyeron el mal resultado al aparecer como leales al gobierno de Sebastián Piñera.

### Elecciones y quiebres internos
Para las elecciones internas de octubre de 2022, la exministra Gloria Hutt se impuso con un 55,04% de los votos, en contra de la lista comandada por Luciano Cruz-Coke, que obtuvo un 44,96%, en una elección que llegó al 7,9% de participación en sus militantes. Se indicó como una victoria del ala más liberal del partido sobre los rostros más emblemáticos de este, como Felipe Kast y Cruz-Coke, quienes se encuentran más cercanos a una derecha tradicional.

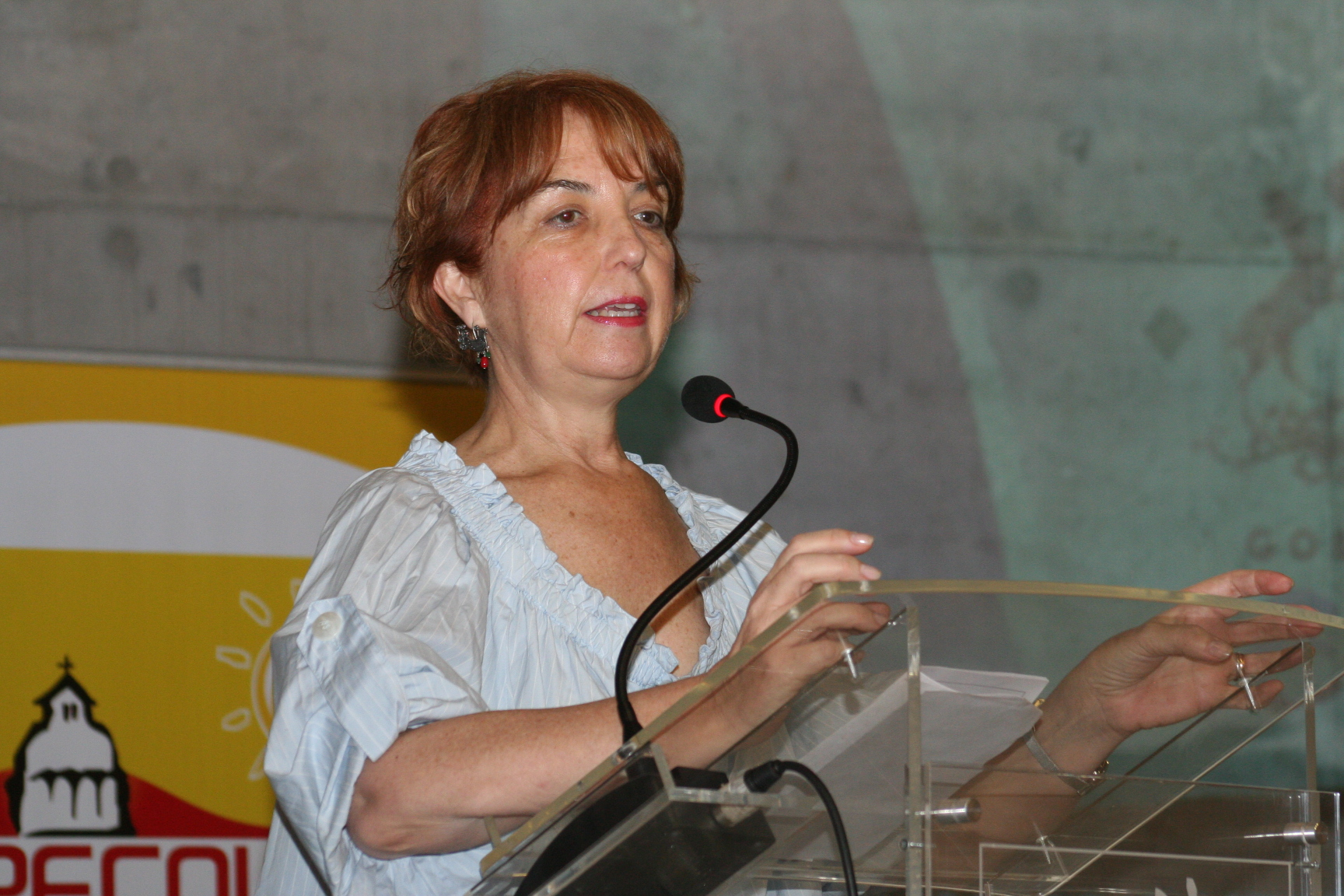
Gloria Hutt, presidenta del partido hasta febrero de 2025.

Durante la tarde del 5 de enero de 2023, se supo que Hutt mantuvo una reunión virtual con el fundador del Partido de la Gente Franco Parisi, tratando como tema una futura alianza para las elecciones al Consejo Constitucional, luego que la directiva no viera de buena forma que Chile Vamos vaya en una lista conjunta con el Partido Republicano. Luego de dicha reunión, Hutt debió dar explicaciones por tener una reunión sin notificar a la comisión política del partido, lo cual le trajo apareadas críticas por parte de Luciano Cruz-Coke y Francisco Undurraga, además de exmiembros de la directiva Luz Poblete y Francesca Parodi, que recalcaron el daño que se le haría a la colectividad el verse aliado con «un partido destruido, populista, que su 'líder' no vino a Chile durante su campaña y para coronar 'Los niños primero en la fila' con papito corazón que adeuda más de 200 millones de pesos en pensiones.»
En el marco del décimo aniversario de la colectividad, se realizó un almuerzo en Santiago, en el que participaron dirigentes de todo el país, pero no contó con la presencia de los senadores del partido, el diputado Francisco Undurraga a través de un discurso hizo alusión a un quiebre en el partido, haciendo un llamado a la unidad. Además, Hutt indicó que no irán en una lista conjunta con el Partido Republicano en las elecciones para el Consejo Constitucional.

## Ideología
Como colectividad, Evolución Política propone quince principios, los cuales fundamentan su acción: Entre ellos, la adhesión a la democracia liberal, la igualdad de oportunidades, el libre mercado y la subsidiariedad activa del Estado, y la promoción de la inclusión y la cultura, entre otros valores. A su vez, definen determinados ejes programáticos específicos, los que van en la dirección de avanzar hacia una «sociedad más justa». Dentro de esa lógica, sugieren tres caminos para llegar a esa meta: «Más equidad para más libertad», «Más inclusión para más libertad» y «Más diversidad para más libertad».
En conclusión, de acuerdo sus propias palabras: «estos ejes para la acción –crear reglas justas, emparejar oportunidades, fortalecer lo público y expandir las libertades personales– requieren para materializarse de reformas sociales, económicas y políticas». Una profunda reforma educativa, focalizada en el sistema preescolar y la capacitación laboral, es condición primera para un efectivo emparejamiento de las oportunidades. Reformas económicas pro-libre competencia son necesarias para la existencia de reglas parejas en dicho ámbito. Asimismo, «perfeccionamiento a la Constitución y una reforma al sistema binominal, «emparejan la cancha», a la vez que fortalecen nuestro espacio público. Tomadas en conjunto, alimentan y potencian la construcción de una sociedad donde la libertad y la justicia caminen de la mano. Un país más equitativo, un Chile más horizontal».
El filósofo Hugo Herrera ha efectuado un análisis original sobre la combinación dominante en la clase dirigente de liberalismo moral con férreo neoliberalismo, asentado sobre relaciones de clase y familia que restringen su potencial reformista y creativo, y lo vuelve hostil al debate y la disidencia interna. Stéphanie Alenda ha descrito a Evópoli como un partido posmaterial, según las categorías del sociólogo Seymour Martin Lipset.

## Estructura

### Presidentes
| Retrato | Titular                     | Inicio                 | Fin                    | Otros cargos |
| ------- | --------------------------- | ---------------------- | ---------------------- | --- |
|         | María Francisca Correa      | 12 de abril de 2014    | 26 de enero de 2015    | |
|         | Felipe Kast Sommerhoff      | 26 de enero de 2015    | 6 de noviembre de 2016 | Senador por La Araucanía (2018-presente) Diputado por Santiago (2014-2018) Ministro de Planificación (2010-2011) |
|         | Jorge Saint Jean            | 6 de noviembre de 2016 | 24 de julio de 2017    | |
|         | Francisco Undurraga Gazitúa | 24 de julio de 2017    | 6 de mayo de 2018      | Diputado por Santiago (2018-presente)                                                                            |
|         | Hernán Larraín Matte        | 6 de mayo de 2018      | 19 de julio de 2020    | Convencional Constituyente por el distrito 11 (2021-2022)                                                        |
|         | Andrés Molina Magofke       | 20 de julio de 2020    | 3 de mayo de 2022      | Diputado por La Araucanía (2018-2022) Intendente de La Araucanía (2010-2014)                                     |
|         | Luz Poblete Coddou          | 3 de mayo de 2022      | 22 de octubre de 2022  | |
|         | Gloria Hutt Hesse           | 22 de octubre de 2022  | 7 de febrero de 2025   | Ministra de Transportes y Telecomunicaciones (2018-2022) Consejera Constitucional por Santiago (2023)            |
|         | Juan Manuel Santa Cruz      | 7 de febrero de 2025   | En el cargo            | Director nacional del Servicio Nacional de Capacitación y Empleo (2018-2021)                                     |

### Secretarios generales
| Retrato | Titular                         | Inicio                  | Fin                     |
| ------- | ------------------------------- | ----------------------- | ----------------------- |
|         | Jorge Saint Jean                | 12 de abril de 2014     | 6 de noviembre de 2016  |
|         | Francisco Undurraga Gazitúa     | 6 de noviembre de 2016  | 24 de julio de 2017     |
|         | Andrés Molina Magofke           | 24 de julio de 2017     | 6 de mayo de 2018       |
|         | Luz Poblete Coddou              | 6 de mayo de 2018       | 3 de mayo de 2022       |
|         | Francesca Parodi Oppliger       | 3 de mayo de 2022       | 22 de octubre de 2022   |
|         | Juan Carlos González            | 22 de octubre de 2022   | 18 de diciembre de 2024 |
|         | María Paulina Monti Astauburaga | 18 de diciembre de 2024 | 7 de febrero de 2025    |
|         | Macarena Cornejo                | 7 de febrero de 2025    | En el cargo             |

## Autoridades

### Diputados (2022-2026)
Tras los resultados electorales de las elecciones parlamentarias de 2021, el partido logró elegir a los siguientes diputados:
| Diputado                    | Región        | Distrito |
| --------------------------- | ------------- | -------- |
| Hotuiti Teao Drago          | Valparaíso    | 7        |
| Francisco Undurraga Gazitúa | Metropolitana | 11       |
| Jorge Guzmán Zepeda         | Maule         | 17       |
| Christian Matheson Villán   | Magallanes    | 28       |

### Senadores
Tras los resultados electorales de las elecciones parlamentarias de 2017 y 2022, el partido logró elegir a los siguientes senadores:
| Senador                    | Circunscripción                             | Período   |
| -------------------------- | ------------------------------------------- | --------- |
| Luciano Cruz-Coke Carvallo | Circunscripción VII (Región Metropolitana)  | 2022-2030 |
| Sebastián Keitel Bianchi   | Circunscripción X (Región del Biobío)       | 2022-2030 |
| Felipe Kast Sommerhoff     | Circunscripción XI (Región de la Araucanía) | 2018-2026 |

### Alcaldes
Tras los resultados electorales de las elecciones municipales de 2024, el partido logró elegir a los siguientes Alcaldes:
| Alcalde                   | Comuna              |
| ------------------------- | ------------------- |
| Sacha Razmilic Burgos     | Antofagasta         |
| Camila Merino Catalán     | Vitacura            |
| Eduardo Redlich Mardones  | Quirihue            |
| Juan Pablo Spoerer Brito  | San Pedro de la Paz |
| Eduardo Yáñez Rivas       | Lonquimay           |
| Sebastián Álvarez Ramírez | Pucón               |
| Frann Barbieri Fernández  | Purén               |
| Bans Puinao Carimoney     | Guaitecas           |

### Concejales (2024-2028)
Los concejales electos en 2024 pertenecientes a Evópoli son:
| - Carolina Rivera (Antofagasta, Región de Antofagasta) - María José Aguirre (Concón, Región de Valparaíso) - Gerardo Sandoval (Quintero, Región de Valparaíso) - Ricardo Urenda (Concón, Región de Valparaíso) - Carla González (Santo Domingo, Región de Valparaíso) - Moiko Jara (Rapa Nui, Región de Valparaíso) - Paulette Guiloff (Lo Barnechea, Región Metropolitana) - Paula Domínguez (Vitacura, Región Metropolitana) - Felipe Morandé (Vitacura, Región Metropolitana) - Humberto Allendes (Huechuraba, Región Metropolitana) - Valentina Alarcón (Providencia, Región Metropolitana) - Francesca Gorrini (Las Condes, Región Metropolitana) - Marco Carreño (Pumanque, Región de O'Higgins) - José Miguel Padilla (Pelluhue, Región del Maule) - Jorge Mora (Río Claro, Región del Maule) - Leslie Castillo (Romeral, Región del Maule) - Félix Martínez (Colbún, Región del Maule) - Maximiliano Muñoz (Licantén, Región del Maule) - José Francisco Meléndez (Teno, Región del Maule) | - Michael García (Constitución, Región del Maule) - Lupercio Díaz (Colbún, Región del Maule) - Daniel Pizarro (San Carlos, Región de Ñuble) - Daniel Navidad (Ránquil, Región de Ñuble) - Jaime Weinborn (San Pedro de la Paz, Región del Biobío) - Nicolás Verdejo (Florida, Región del Biobío) - Pedro Esparza (Cabrero, Región del Biobío) - Julio Godoy (Curacautín, Región de La Araucanía) - Cristian Araneda (Purén, Región de La Araucanía) - Ismael Cayul (Cholchol, Región de La Araucanía) - Bernardino Godoy (Curacautín, Región de La Araucanía) - Víctor Rosales (Freire, Región de La Araucanía) - José Luis Hidalgo (Padre Las Casas, Región de La Araucanía) - Said Neira (La Unión, Región de Los Ríos) - Juan Patricio Godoy (Puerto Varas, Región de Los Lagos) - Daniela Vergara (Río Negro, Región de Los Lagos) - Víctor Álvarez (Guaitecas, Región de Aysén) - Silvana Silva Paillaman (Torres del Paine, Región de Magallanes) - Nelson Caniú (Laguna Blanca, Región de Magallanes) |

### Consejeros regionales (2022-2025)
| Consejero regional        | Circunscripción provincial           |
| ------------------------- | ------------------------------------ |
| Pedro Fati Tepano         | Isla de Pascua, Región de Valparaíso |
| Natalia Tobar Morales     | Colchagua, Región de O'Higgins       |
| Daniel Bustos Leal        | Cauquenes, Región del Maule          |
| Patricio Lineros González | Talca, Región del Maule              |
| Hugo Monsalves Castillo   | Malleco, Región de La Araucanía      |
| Jorge Luchsinger Mackay   | Cautín I, Región de La Araucanía     |
| René Fernández Huerta     | Cautín II, Región de La Araucanía    |
| Juan Taladriz Eguiluz     | Valdivia, Región de Los Ríos         |
| Marco Gillibrand Marín    | Aysén, Región de Aysén               |
| Jorge Moya Delgado        | Aysén, Región de Aysén               |

## Resultados electorales

### Elecciones parlamentarias
|  | 4,07 % |

|  | 4,26 % |

|  | 7,90 % |

|  | 3,50 % |

### Elecciones municipales
|  | 3,32 % |

|  | 0,93 % |

|  | 4,83 % |

|  | 1,47 % |

|  | 2,54 % |

### Elecciones de consejeros regionales
|  | 4,09 % |

|  | 4,47 % |

|  | 3,09 % |

### Elecciones de gobernadores
|  | 7,32 % |

|  | 0,18 % |

### Elecciones de convencionales constituyentes
| Elección | Votos   | % de votos      | Escaños |
| -------- | ------- | --------------- | ------- |
| 2021     | 254.684 | \| \| 4,46 % \| | 5/155   |
|          | 4,46 %  |                 |         |

### Elecciones de consejeros constitucionales
| Elección | Votos   | % de votos      | Escaños |
| -------- | ------- | --------------- | ------- |
| 2023     | 471.903 | \| \| 4,81 % \| | 1/51    |
|          | 4,81 %  |                 |         |